# Куяново (Краснокамский район)
Куя́ново (баш. Ҡуян) — село в Краснокамском районе Республики Башкортостан Российской Федерации. Административный центр Куяновского сельсовета.

## География

### Географическое положение
Расстояние до:
- районного центра (Николо-Берёзовка): 50 км,
- ближайшей ж/д станции (Нефтекамск): 43 км.

## Население
| 2002 | 2009  | 2010  | 2021  |
| ---- | ----- | ----- | ----- |
| 3888 | ↗4103 | ↘3664 | ↘3159 |

Национальный состав
Согласно переписи 2002 года, преобладающие национальности — татары (32 %), башкиры (30 %) , марийцы .

## Религия
В селе есть мечеть местной мусульманской религиозной организации «Махалля с. Куяново муниципального района Краснокамский район Республики Башкортостан Центрального духовного управления мусульман России».